# سینولازپام
سینولازپام (انگلیسی: Cinolazepam) (با نام تجاری Gerodorm) دارویی از مشتقات بنزودیازپین است. این ماده دارای خواص ضد اضطراب، ضد تشنج، آرام بخش و شل کننده عضلات اسکلتی است.  به دلیل خاصیت آرام بخش قوی آن، در درجه اول به عنوان یک خواب آور استفاده می‌شود.